# Koniklec jarní
Koniklec jarní (Pulsatilla vernalis) je druh rostliny z čeledi pryskyřníkovité (Ranunculaceae).

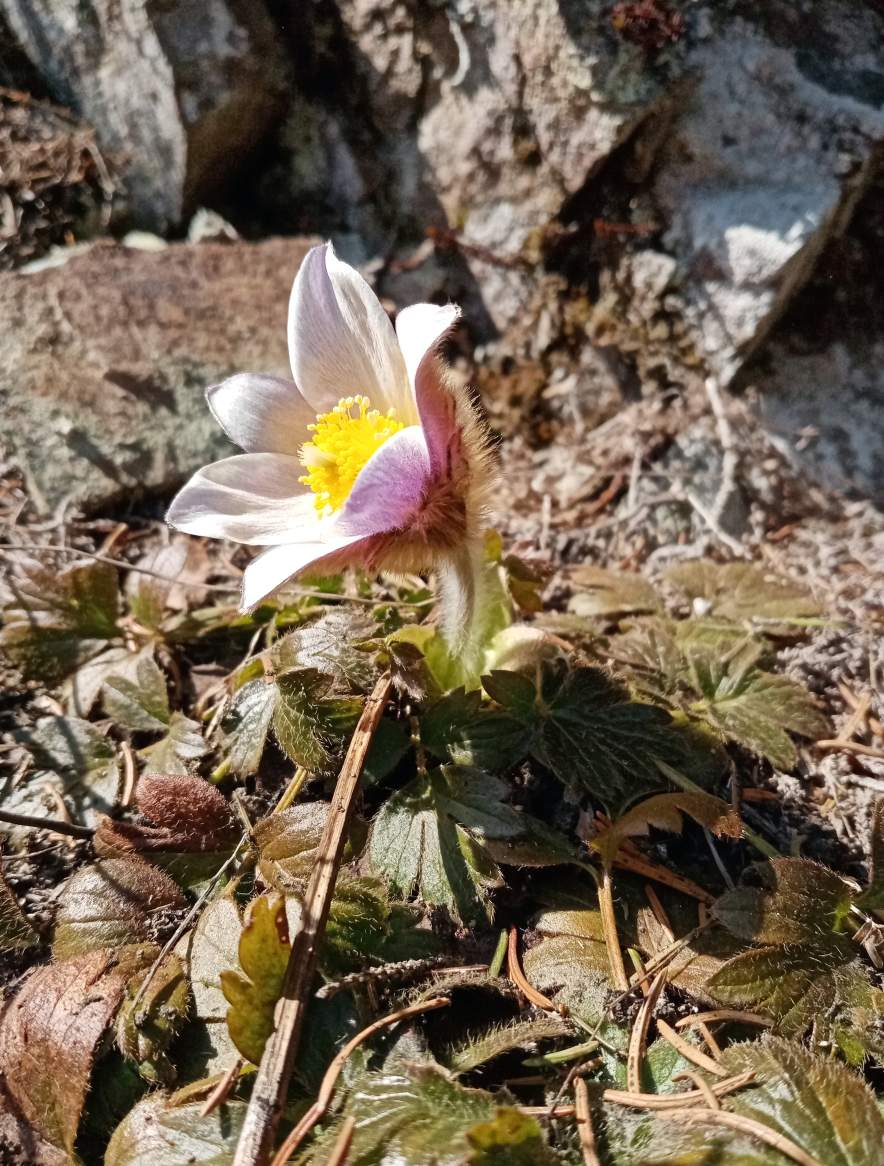
Koniklec jarní v Obřím dole v Krkonoších

## Popis
Jedná se o vytrvalou rostlinu dorůstající nejčastěji výšky 5-10, za plodu až 35 cm s vícehlavým, tmavě hnědým oddenkem. Lodyha je přímá, huňatá, později někdy olysává, na bázi lodyhy jsou hnědé až zelenavé šupiny. Přízemní listy přezimují, jsou dlouze řapíkaté, na bázi rozšířené v pochvu, lichozpeřené, lístky trojlaločné až trojsečné, úkrojky pak celokrajné až hrubě zubaté. Lodyžní listy (nebo listeny, záleží na interpretaci) jsou ve srostlém útvaru s úzkými úkrojky, je umístěn pod květem, za plodu cca v polovině lodyhy. Květy jsou vzpřímené nebo mírně skloněné, nálevkovité až zvonkovité, vně narůžovělé až nafialovělé, uvnitř bělavé. Okvětních lístků (ve skutečnosti se ale jedná o petalizované (napodobující korunu) kališní lístky a koruna chybí) je nejčastěji 6, jsou asi 1,5–4 cm dlouhé, vně plstnaté, opadávají až za plné zralosti nažek. Kvete v březnu až v červenci. Tyčinek je mnoho. Gyneceum je apokarpní, pestíků je mnoho. Plodem je nažka, která má na vrcholu dlouhý chlupatý přívěsek. Nažky jsou uspořádány do souplodí. Počet chromozomů je 2n=16.

## Rozšíření
Koniklec jarní roste ve střední Evropě a v Alpách, na sever sahá až do jižní Skandinávie zhruba po 63° s.š., na jih po severní Španělsko, severní Itálii, ojediněle také v Bulharsku. V České republice je to dnes velmi vzácný druh, v horách se vzácně vyskytuje v Obřím dole v Krkonoších a ve Velké kotlině v Jeseníkách, v nižších polohách dříve velmi roztroušeně, dnes už asi jen u Vlkova, Staňkova a Halámek na Třeboňsku v jižních Čechách a u Bělé pod Bezdězem v severních Čechách. Je to kriticky ohrožený druh flóry ČR, kategorie C1

## Variabilita
V ČR je tradičně udávána var. alpestris z horských poloh a var. vernalis z nižších poloh. Je ovšem otázka, jaké mají variety taxonomickou hodnotu v ohledu na celý areál druhu.